# Salem, New Jersey
Salem är administrativ huvudort i Salem County i New Jersey. Vid 2010 års folkräkning hade Salem 5 146 invånare.

## Kända personer från Salem
- Benjamin H. Brewster, politiker
- Alexander G. Cattell, politiker
- Johnny Gaudreau, ishockeyspelare